# تاریخ جنگ جهانی دوم کمبریج
تاریخ جنگ جهانی دوم کمبریج (به انگلیسی: The Cambridge History of the Second World War) کتابی سه جلدی است که توسط انتشارات دانشگاهی کمبریج چاپ شده است. این کتاب در سال 2015 میلادی منتشر شده است.

## جلد ها
- جلد یک:  Fighting the War
- جلد دو:  Politics and Ideology
- جلد سه: Total War: Economy, Society and Culture